# Lezina acuminata
Lezina acuminata är en insektsart som beskrevs av Kjell Ernst Viktor Ander 1938. Lezina acuminata ingår i släktet Lezina och familjen Gryllacrididae. Inga underarter finns listade i Catalogue of Life.